# Еміль Гіймен
Еміль Коріолан Іполіт Ґілємен (16 жовтня 1841 — 1907) — французький скульптор Прекрасної епохи. Він працював у бронзі. 
Навчався у свого батька, художника Огюста Гіймена та Жана-Жюля Салмсона. З 1870 по 1899 рік він показував роботу в Паризькому салоні, а в 1897 році отримав там почесну згадку.
У 2008 році його бронзова скульптура 1884 року «Жінка Кабіле д'Алжиру та янисар Султана Махмуда II»
(жінка-кабілька з Алжиру та яничар султана Махмунда II) продана за 1 202 500 доларів США плюс аукціонний збір у Нью-Йорку приватному колекціонеру через аукціонний дім Sotheby's.
Він виставляв свою роботу на Салоні у Парижі з 1870 по 1899 рік, а в 1897 році отримав почесне згадування в Музеї Лувр у Парижі.

## Відомі твори
- Його кінна скульптура Арабський кінь (фр. Le cheval arabe), що експонується у Луврі в Парижі, підписана як ним, так і Альфредом Барі.

## Музеї
Канада
- Монреаль, Музей образотворчих мистецтв : Еліезер і Ревека[4].

Сполучені Штати Америки
- Окала, Шаблон:Lien : Арабський вершник, приблизно 1900 рік, бронза, у співпраці з Альфред Барі[5].
- Стенфорд, Мистецький центр Айріс та Б. Джеральда Кантора : Наполеон, бронзова статуетка[6].
- Грінвілл, Університет Боба Джонса : Ревека дає воду слузі Авраама, приблизно 1870-1895, бронзова група[7].

Франція
- Париж :
  - Лувр : пара Мавританок (приписується), бронзові статуї[8] ; Арабський кінь.
  - Музей д'Орсе : Аврора, 1867 рік, позолочена бронзова плита, яка прикрашає нижню частину шафи роботи Шарль-Гійом Діль[9].